# Blakeius bipunctatus
Espèce
Blakeius bipunctatus est une espèce d'insectes hyménoptères de la famille des Mutillidae.

## Systématique
L'espèce Blakeius bipunctatus a été décrite pour la première fois en 1792 par l'entomologiste français Pierre-André Latreille (1762-1833) sous le protonyme Mutilla bipunctata.

## Description
La femelle est assez facile à reconnaître, elle possède une tête entièrement noire et brillante, deux taches blanches sur le tergite II et des tubercules antennaires pointus bien visibles de dessus. L'espèce mesure environ 5 à 9 mm.

## Distribution
On rencontre cette espèce dans le Sud de la France dans les départements méditerranéens, ainsi qu'en Ardèche et dans la Drôme.